# 로맨스가 필요해 3
《로맨스가 필요해 3》는 2014년 1월 13일부터 2014년 3월 4일까지 tvN에서 방송되는 대한민국의 텔레비전 로맨스 드라마이다.

## 등장 인물

### 주요 인물
- 김소연 : 신주연(32세) 역 (아역 : 서지희, 정다빈, 김채빈) - 홈쇼핑 뉴브랜드팀 팀장. 경력 9년의 패션 MD
- 성준 : 주완(26세) 역 (아역 : 최로운, 정윤석) - 작곡가
- 남궁민 : 강태윤(36세) 역 - 홈쇼핑 패션사업국 국장
- 왕지원 : 오세령(32세) 역 - 전직 모델

### 주변 인물
- 박효주 : 이민정(36세) 역 - 홈쇼핑 뉴브랜드팀 만년 대리, 입사 11년차
- 윤승아 : 정희재(25세) 역 - 홈쇼핑 뉴브랜드팀 팀원, 입사 1년차
- 박유환 : 이우영(29세) 역 - 홈쇼핑 뉴브랜드팀 팀원, 입사 1년차, 희재의 동기

### 그 외 인물
- 유하준 : 안민석(33세) 역 - 독일문학 번역가, 여대 강사
- 정우식 : 한지승(29세) 역 - 3년째 행정고시생, 희재의 5년 된 남자친구
- 윤예희 : 홈쇼핑 이사 역
- 한가림 : 오세령 팀 직원 역
- 현서 : 오세령 팀 직원 역
- 김민재 : 아이돌 역
- 김영빈 : 아이돌 역
- 박준희 : 아이돌 역
- 임강헌 : 작곡가 역
- 윤정아
- 정수인 : 레스토랑 직원 역
- 동지현 : 쇼핑 호스트 역
- 강숙 : 주점 사장 역
- 송지유
- 주동희 : 홈쇼핑 제작팀 직원 역
- 송경화 : 약사 역
- 박은철
- 임수현 : 오세령의 어시스턴트 역
- 지상혁 : Bar 직원 역
- 윤석진
- 정순기
- 오창훈 : 이우영의 지인 역 - 박승건 디자이너의 어시스턴트
- 한여울
- 홍주용
- 황상경
- 신우철 : 홈쇼핑 타 부서 팀장 역
- 황은수 : 홈쇼핑 타 부서 팀장 역
- 다리오
- 라우라
- 이영진
- 손철민
- 김나연 : 산부인과 의사 역
- 권영경 : 손님 역
- 현영임 : 손님 역
- 구연희 : 콜센터 직원 역
- 강찬양 : 콜센터 직원 역
- 권정현 : 콜센터 직원 역
- 김호균
- 박승찬
- 성현준
- 박용제
- 이타 : 홈쇼핑 타 부서 팀장 역
- 박하경
- 서정주 : 인터뷰 하는 기자 역
- 조성희 : 한지승과 같은 고시원에 사는 남자 역
- 장인호
- 김용운
- 서보익 : 작곡가 역
- 정상훈 : 볼링 모임 회원 역
- 김권 : 볼링 모임 회원 역
- 황보미 : 꽃집 주인 역
- 문아람 : 홈쇼핑 타 부서 직원 역
- 김주아 : 약사 역
- 이준희 : 배달원 역
- 예림[1] : 캐리어 매장직원 역
- 김선은 : 카메라 매장직원 역
- 김민준
- 헬로비너스(나라, 유영) : 라디오 게스트 역

### 특별출연
- 알렉스 : 이정호 역 - 홈쇼핑 제작팀 PD, 신주연의 남자친구 (1~3회)
- 주상욱 : 신주연의 과거 두번째 남자친구 역 (1회)
- 존 박 : 존 박 역 - 신주연의 과거 첫 남자친구 (1~2회)
- 정명훈 : 신주연의 과거 세번째 남자친구 역 (1회)
- 김지석 : Bar 사장 역 (3회)
- 박승건 : 박승건 역 - 패션디자이너, 신주연&오세령의 사업 파트너 (5회)
- 한혜연 : 패션 디자이너 역 (10회)
- 장민영 : 패션 디자이너 역 (10회)
- 김나영 : 패션 디자이너 역 (11회)
- 나라
- 유영
- 이민웅

## 시청률
아래의 파란색 숫자는 최저 시청률이고, 빨간색 숫자는 최고 시청률이다.
| 2014년 | 2014년   | 2014년                                       | 2014년          |
| 회차   | 방송일자 | 부제                                         | AGB 닐슨 시청률 |
| ------ | -------- | -------------------------------------------- | --------------- |
| 제1회  | 1월 13일 | 싱싱을 닮은 여자                             | 0.686%          |
| 제2회  | 1월 14일 | 아무도 날 사랑하지 않아                      | 0.844%          |
| 제3회  | 1월 20일 | 불편한 게 아니라 설레는 거!                  | 0.952%          |
| 제4회  | 1월 21일 | 내가 돌아온다고 약속했잖아                   | 0.802%          |
| 제5회  | 1월 27일 | 당신이 생각하기에 아무리 하찮은 마음일지라도 | 0.932%          |
| 제6회  | 1월 28일 | 당신이 당신의 마음을 영원히 몰랐으면 좋겠다  | 1.126%          |
| 제7회  | 2월 3일  | 당신은 지금 몸이 아니라 마음이 아픈 거야     | 0.94%           |
| 제8회  | 2월 4일  | 당신이 다시 울 줄 알게 되어서 다행이야       | 1.125%          |
| 제9회  | 2월 10일 | 당신한테 돌아온 걸 후회하게 만들지 마!       | 1.114%          |
| 제10회 | 2월 11일 | 꽃도 없이, 반지도 없이, 사랑한다는 말도 없이 | 1.301%          |
| 제11회 | 2월 17일 | 당신을 빼앗기고 싶지 않아                    | 0.955%          |
| 제12회 | 2월 18일 | 어떤 모습이라도 내가 옆에 있어줄게           | 0.854%          |
| 제13회 | 2월 24일 | 다시 돌아온다는 약속도 없이...               | 1.09%           |
| 제14회 | 2월 25일 | 너 없이는 안되겠어!                          | 1.399%          |
| 제15회 | 3월 3일  | 다시 시작됐다. 연애의 지옥!                  | 1.06%           |
| 제16회 | 3월 4일  | 사랑이라는 말은...                           | 1.177%          |